# Diga di Onaç II
La diga di Onaç II è una diga della Turchia. Si trova nella provincia di Edirne. La diga serve per l'irrigazione. La diga di Onaç I si trova immediatamente a valle e serve per regolare il flusso d'acqua.

## Fonti
- (EN) Sito dell'agenzia turca delle opere idrauliche, su www2.dsi.gov.tr. URL consultato l'8 agosto 2011 (archiviato dall'url originale il 20 agosto 2008).